# Cantonul Sainte-Alvère
Cantonul Sainte-Alvère este un canton din arondismentul Bergerac, departamentul Dordogne, regiunea Aquitania, Franța.

## Comune
| Comune                   | Populație (1999) | Cod poștal | Cod INSEE |
| ------------------------ | ---------------- | ---------- | --------- |
| Limeuil                  | 331              | 24510      | 24240     |
| Paunat                   | 312              | 24510      | 24318     |
| Pezuls                   | 116              | 24510      | 24327     |
| Sainte-Alvère            | 871              | 24510      | 24362     |
| Sainte-Foy-de-Longas     | 242              | 24510      | 24407     |
| Saint-Laurent-des-Bâtons | 210              | 24510      | 24435     |
| Trémolat                 | 576              | 24510      | 24558     |